# Star Carr

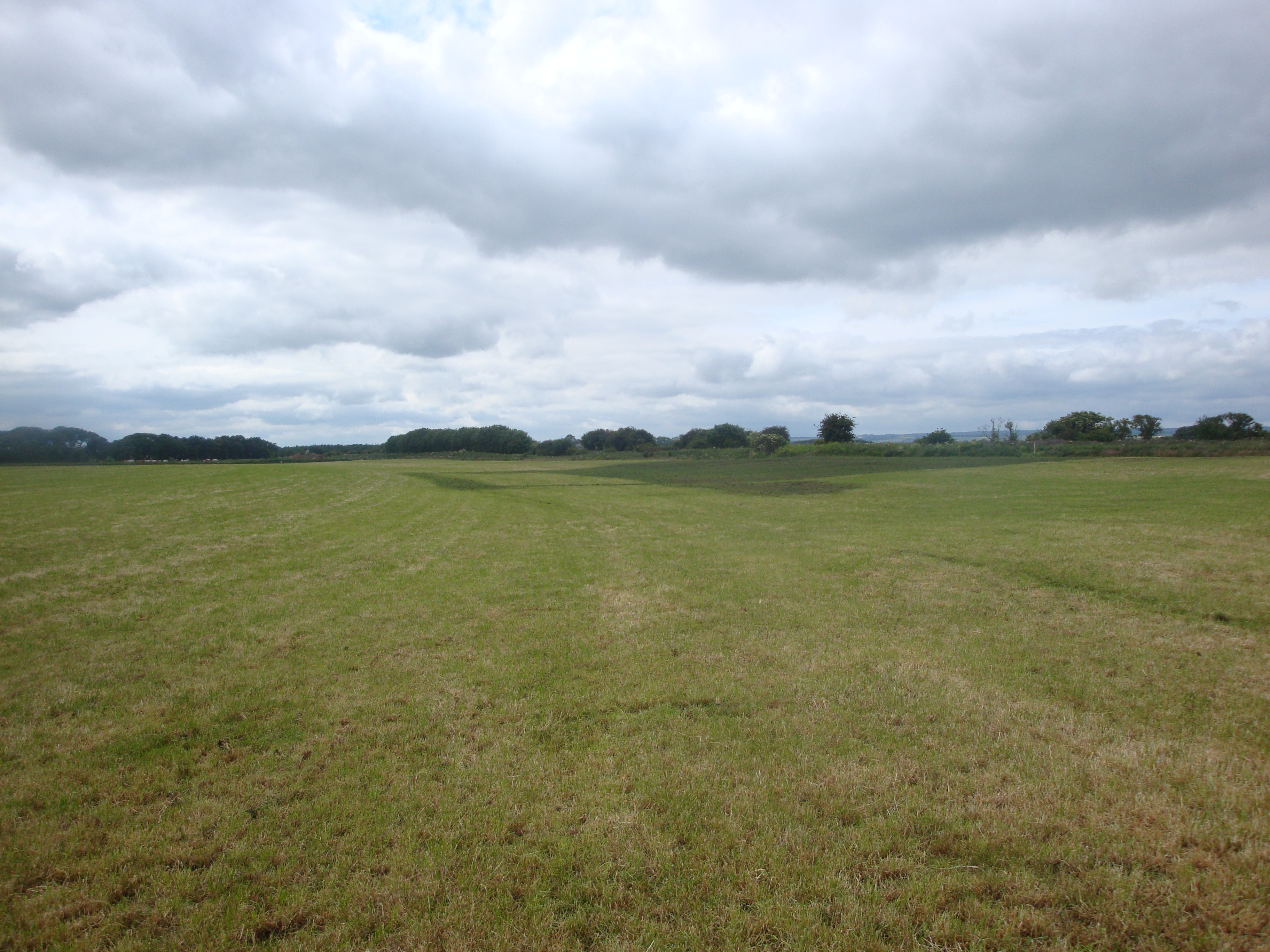
Star Carr (2011).

Star Carr är en arkeologisk lokal i Pickeringdalen söder om Scarborough i östra North Yorkshire i Nordöstra England. Det är Storbritanniens rikaste fyndplats från mesolitisk tid (mellanstenåldern). Platsen var en boplats eller ett återkommande läger som använts under flera sekler av mellan fyra och fem familjegrupper av jägare-samlare och som hade byggts på bråte i vassbältet vid en dåtida sjö. Eftersom fynden lagrats i torv hade en stor mängd organiskt material bevarats. De ursprungliga utgrävningarna genomfördes 1949–1951 av arkeologen Grahame Clark (1907–1995) vid universitetet i Cambridge. Han redovisade sina rön 1954 och de har haft inverkan på den tvärvetenskapliga metodutvecklingen inom arkeologin. Nya utgrävningar gjordes under 1980-talet, de senaste och fortfarande aktiva utgrävningarna inleddes 2004. Med C14-metoden daterades fynden först till omkring 7 600 fvt, men senare mätningar har ändrat dateringen till 8 700-8 350 fvt. Likheter finns med den samtida Maglemosekulturen i södra Skandinavien.
De mest uppseendeväckande fynden är huvudbonader av skallar med horn från kronhjortar samt benfynd från Europas äldsta tamhund. Man vet inte om huvudbonaderna använts som kamouflage vid jakt eller för rituella ändamål. Förutom verktyg i flinta har man hittat hullingförsedda spetsar av ben. Andra verktyg har varit avsedda för bearbetning av trä samt skinnberedning. De bearbetade byggnadsrester man hittat är Europas äldsta bevarade exempel på snickeri. Bland fynden finns även smycken av bärnsten och skiffer. Trots att bostället legat intill en sjö har man inte hittat några fynd som har med fiske att göra.

## Hundfynd
Bland de ursprungliga fynden fanns både ett helt kranium från en varg och delar av ett kranium från en fem månader gammal hund. Hundfyndet undersöktes av zoologen Magnus Degerbøl (1895–1977) vid Zoologisk Museum i Köpenhamn. Han var expert på hundens kraniologi och publicerade sina rön 1961. Undersökningen visade att skillnaderna mellan vargen och den s.k. torvhunden var så signifikanta att domesticeringen redan vid denna tid var långt gången. När man undersökte en ny utgrävningsplats 1985 hittades ytterligare ett fragment av en hundskalle som matchade det ursprungliga fyndet i storlek och ålder. En isotopundersökning visade att hundarna till stor del levt på fisk, varför man tror att Star Carr använts som jaktläger under delar av året medan den huvudsakliga boplatsen legat vid kusten 15 kilometer därifrån.